# Harold Warrender
Pour les articles homonymes, voir Warrender.
Harold Warrender, né le 15 novembre 1903 à Londres (Angleterre) et mort le 6 mai 1953 à Gerrards Cross (Buckinghamshire), est un acteur britannique.

## Filmographie

### Au cinéma
- 1928 : Daydreams : comte Pornay
- 1934 : Leave It to Blanche : Guardee
- 1934 : I Spy : NBG
- 1934 : Lady in Danger : Clive
- 1935 : Invitation to the Waltz : duc de Wurtemburg
- 1935 : Lazybones : Lord Melton
- 1935 : Mimi : Marcel
- 1940 : Espionne à bord (Contraband) : Lt. Cmdr. Ellis, RN
- 1940 : Convoy : Lt. Commander Martin
- 1940 : Sailors Three : Pilot's Mate
- 1948 : Under the Frozen Falls : Carlington
- 1948 : L'Épopée du capitaine Scott (Scott of the Antarctic) : Dr. Edward A. Wilson
- 1949 : Warning to Wantons : comte Anton Kardak
- 1949 : Guet-apens (Conspirator) : Col. Hammerbrook
- 1951 : Pandora (Pandora and the Flying Dutchman) : Geoffrey Fielding
- 1951 : The Six Men : Supt. Holroyd
- 1951 : Quand les vautours ne volent plus : Mannering
- 1952 : Ivanhoé : Locksley
- 1953 : Cinq heures de terreur : Sir Evelyn Jordan
- 1953 : Intimate Relations : George

### À la télévision
- 1937 : Theatre Parade (série TV)
- 1938 : The Immortal Lady (TV) : Lord Nithsdale
- 1938 : The Old and the Young (TV) : jeune homme
- 1938 : The Shoemaker's Holiday (TV)
- 1938 : The Ringer (TV) : Divisional Det. Insp. Wembury (1939 version)
- 1947 : The Amazing Dr. Clitterhouse (TV) : Dr. Clitterhouse
- 1947 : Busman's Honeymoon (TV) : Lord Peter Wimsey
- 1952 : Lovers' Leap (TV) : Roger Storer
- 1953 : Your Favorite Story (série TV)
- 1953 : Down Came a Blackbird (TV) : Clive Dawson